# Anthelion
Anthelion es una banda musical de género metal de Taiwán, formada en 2001. Ellos son conocidos por la elaboración y combinación de muchos temas de un modo dramático, en la que le han dado un matiz a su estilo entre la música oscura y brillosa. Además de interpretar con un impacto de género heavy metal tradicional, su música reúne tristemente bellas melodías de piano con magníficos elementos orquestales. Los integrantes de la banda son Code, Zeist, Siniz y Troy. 

## Historia
Anthelion fue fundada por sus miembros de Código, como Zeist, Troy y Jin en Keelung, Taiwán en 2001. Tres meses más adelante, lanzaron su primer demo que contiene tres temas musicales pertenecientes al estilo melódico, como el género metal negro, de sonido original de la banda surgido de su inspiracióm.
En 2002, cuando los integrantes de Anthelion tenían sólo 19 años de edad, fueron por primera vez invitado para actuar en un festival de música de gran tamaño, como en el "Festival Formoz" en su natal Taiwán. En ese año, Anthelion también actuó en el festival llamado "Metal Immortal" (金属 永生) un concierto en Taiwán, que fue encabezado por Dark Funeral. Después de esto, Anthelion participaron en un acto apertura de la "Relentless de ChthoniC", durante 7 años de conciertos (冥 诞 七年 演唱 会).
En 2003, el bajista Edward se unió a Anthelion, en sustitución de Jin, y junto con el nuevo guitarrista Caos, Anthelion actuó en el Festival de Primavera "Scream" en Kenting, Taiwán, que se celebró en abril de ese mismo año.

## Integrantes de la banda

### Actuales
- Code - voz, teclado (2001 - 2006, 2006-presente)
- Zeist - Guitarra (2001-presente)
- Troy - batería (2001-presente)
- Siniz - bajo (2009-presente)

### Formaciones anteriores
- Jin - bajo (2001 - 2003)
- Edward - bajo (2003 - 2007)
- Caos - Guitarra (2003 - 2004)
- Han - guitarra (2004 - 2005)
- Roslin - Teclado (2004 - 2005)
- Nicole - teclado (2005)
- Ken - bajo (2007 - 2009)

## Discografía

### Álbumes de estudio
- Bloodshed Rebefallen (2007)
- Obsidian Plume (Upcoming 2013)

### EP
- Bloodstained Anthelion (2004)
- Manjusaka (2010)

### Compilaciones
- Ultimate Metal Vol. 1 (2008)